# Белянка эргане
Белянка эргане (лат. Pieris ergane) — дневная бабочка из рода огородные белянки (Pieris) в составе семейства белянок (Pieridae). Длина переднего крыла 11 — 15 мм.

## Ареал

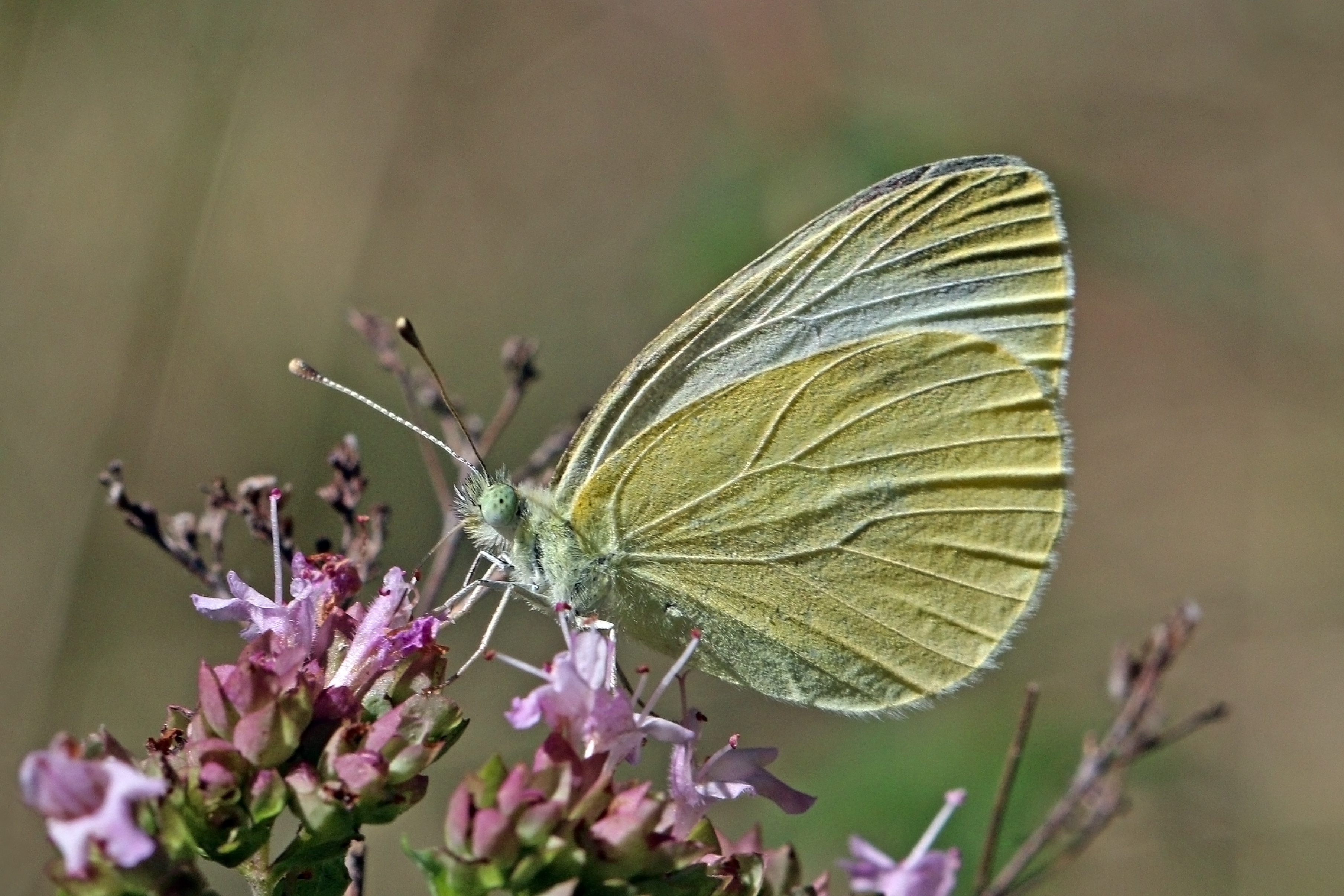

Южная Европа (от Пиренеев до Балканского полуострова), Закавказье, Малая Азия, Иран.
В Восточной Европе вид распространён в Западной Венгрии (окрестности озера Балатон), также известна находка в пойме реки Дунай в Западной Румынии.
Бабочки населяют сухие и прогреваемые солнцем скальные закустаренные склоны, на возвышенностях и предгорьх на высоте 500 м над уровнем моря.

## Биология
Развивается за год в двух поколениях. Время лёта бабочек длится с апреля по конец августа. Биология вида изучена недостаточно. Кормовые растения гусениц: Aethionema orbiculatum, Aethionema saxatile, Aethionema sp., вайда красильная.